# Рапид Сити
Ра̀пид Сѝти (на английски: Rapid City) е град в Южна Дакота, Съединени американски щати, административен център на окръг Пенингтън. Разположен е на 976 m надморска височина в подножието на връх Харни. Градът е втори по големина в щата след Сиукс Фолс и има население около 74 421 души (по приблизителна оценка от 2017 г.).
В Рапид Сити е роден юристът Лорънс Лесиг (р. 1961).